# ドント・コール・ミー・エンジェル
「ドント・コール・ミー・エンジェル」（"Don't Call Me Angel"）は、アメリカ合衆国の歌手のアリアナ・グランデ、マイリー・サイラス、ラナ・デル・レイによる楽曲である。アイヴァン・ゴッフとベン・ロバーツ発案の同名のテレビシリーズを基とした映画『チャーリーズ・エンジェル』のサウンドトラックからのリード・シングルとして、2019年9月13日にリパブリック・レコードより発売された。この曲ではギリシャ、ハンガリー、アイスランド、レバノン、スコットランド、イスラエルで1位を獲得し、その他11ヶ国でもトップ5入りを果たした。

## 背景と作曲
グランデ、サイラス、デル・レイは、2019年の映画『チャーリーズ・エンジェル』のテーマ曲でコラボレーションした。この曲は、グランデ、アルマ＝ソフィア・ミエッティネン、イリヤ・サルマンザデ、デル・レイ、マックス・マーティン、サイラス、サヴァン・コテチャによって書かれた。この曲はポップとトラップの要素を併せ持った、「軽いヒップホップを注入した作品」となっている。

## 批評家の反応
この曲に対する批評家の反応は冷ややかであった。『ヴァルチャー』のクレイグ・ジェンキンスはこのシングルについて、「単体では良いサウンドだが、融合させるのには苦心するスタイルがブレンドされている。（中略）参加した歌手の間の隔たりの広大さが察せられる」と評した。『ピッチフォーク』のステイシー・アンダーソンは、このポップスターたちが「近年享受してきたよりも低い創造的な共通項で交わっている」と述べたうえで、この曲には「独特の平坦さ」があると付け加えた。『NME』の記事でリアン・デイリーは、「デスティニーズ・チャイルドによる『チャーリーズ・エンジェル』のテーマのフォローアップではないことは明白」であり、今回のコラボレーションは「はるかに力強さに欠ける」と評した。

## 商業成績
「ドント・コール・ミー・エンジェル」はBillboard Hot 100チャートで初登場13位となった。これはグランデにとって20度目、サイラスにとって14度目、デル・レイにとって3度目となるトップ20位入りである。またこの曲はデル・レイにとっては2013年に6位を記録した「サマータイム・サッドネス」、サイラスにとっては2017年に10位を記録した「マリブ」以来最高の順位であった。この曲は初週に2万6000ダウンロードを売り上げてデジタル・ソングス・チャートで2位、2630万再生でストリーミング・ソングス・チャートで11位となった。

## ミュージック・ビデオ
ミュージック・ビデオと楽曲は共に2019年9月13日に公開された。ビデオには黒い天使のコスチュームを身につけ、背中に羽を付けた歌手たちが出演する。エンディングではエリザベス・バンクスが映画のレベッカ・ボズレーに扮して登場した。このビデオの再生数は1億回を超えている。グランデにとっては「7 Rings」、デル・レイにとっては「ラスト・フォー・ライフ」、サイラスにとっては「マリブ」以来となる1億回再生のビデオである。

### リリック・ビデオ
2019年9月16日、映画の場面を映したリリック・ビデオが公開された。

## ライヴ・パフォーマンス
「ドント・コール・ミー・エンジェル」は、2019年9月21日に開催されたアイハート・ラジオ・ミュージック・フェスティバルでのサイラスのセットで初めてライヴで披露された。

## クレジット
クレジットはTIDALより:
- アリアナ・グランデ - ヴォーカル、ソングライティング
- マイリー・サイラス - ヴォーカル、ソングライティング
- ラナ・デル・レイ - ヴォーカル、ソングライティング
- イリヤ・サルマンザデ（英語版） - プロダクション、ソングライティング、ベース、ドラム、キーボード
- マックス・マーティン- プロダクション、ソングライティング、ベース、ドラム、キーボード
- アルマ（英語版） - ソングライティング
- サヴァン・コテチャ（英語版） - ソングライティング
- ダニエル・チャンゲル - ソングライティング、サンプル[22]
- コリー・バイス - レコードエンジニアリング
- ジェレミー・レルトラ - レコードエンジニアリング
- サム・ホランド - レコードエンジニアリング
- ジョン・ヘインズ - ミキシングエンジニアリング
- シェルバン・ゲネア - ミキシング

## チャート
| チャート (2019-2020)                         | 最高 順位 |
| -------------------------------------------- | --------- |
| アルゼンチン (Argentina Hot 100)             | 82        |
| オーストラリア (ARIA)                        | 4         |
| オーストリア (Ö3 Austria Top 40)             | 12        |
| ベルギー (Ultratop 50 Flanders)              | 28        |
| ベルギー (Ultratop 50 Wallonia)              | 23        |
| カナダ (Canadian Hot 100)                    | 7         |
| クロアチア (HRT)                             | 17        |
| チェコ (Singles Digitál Top 100)             | 3         |
| デンマーク (Tracklisten)                     | 22        |
| エストニア (Eesti Ekspress)                  | 4         |
| フィンランド (Suomen virallinen lista)       | 9         |
| フランス (SNEP)                              | 64        |
| ドイツ (GfK Entertainment charts)            | 11        |
| ギリシャ国際 (IFPI Greece)                   | 1         |
| ハンガリー (Editors' Choice Top 40)          | 34        |
| ハンガリー (Single Top 40)                   | 1         |
| ハンガリー (Stream Top 40)                   | 2         |
| アイスランド (Tónlistinn)                    | 1         |
| アイルランド (IRMA)                          | 2         |
| イタリア (FIMI)                              | 39        |
| イスラエル (Galgalatz)                       | 1         |
| イスラエル (Media Forest)                    | 1         |
| 日本 (Japan Hot 100)                         | 61        |
| ラトビア (LAIPA)                             | 3         |
| レバノン (OLT20 Combined Chart)              | 1         |
| リトアニア (AGATA)                           | 3         |
| ルクセンブルク・デジタル・ソング (Billboard) | 3         |
| マレーシア (RIM)                             | 7         |
| オランダ (Dutch Top 40)                      | 28        |
| オランダ (Single Top 100)                    | 27        |
| ニュージーランド (Recorded Music NZ)         | 6         |
| ノルウェー (VG-lista)                        | 13        |
| ポーランド (Polish Airplay Top 100)          | 74        |
| ポルトガル (AFP)                             | 8         |
| スコットランド (Official Charts Company)     | 1         |
| シンガポール (RIAS)                          | 3         |
| スロバキア (Rádio Top 100)                   | 53        |
| スロバキア (Singles Digitál Top 100)         | 3         |
| スペイン (PROMUSICAE)                        | 28        |
| スウェーデン (Sverigetopplistan)             | 25        |
| スイス (Schweizer Hitparade)                 | 4         |
| UK シングルス (OCC)                          | 2         |
| US Billboard Hot 100                         | 13        |
| US Adult Top 40 (Billboard)                  | 37        |
| US Dance Club Songs (Billboard)              | 38        |
| US Pop Airplay (Billboard)                   | 22        |
| アメリカ Rolling Stone Top 100               | 7         |

| チャート (2019)                | 最高順位 |
| ------------------------------ | -------- |
| ハンガリー (シングル Top 40)   | 79       |
| ハンガリー (ストリーム Top 40) | 70       |

## 認定
| 国/地域                          | 認定     | 認定/売上数 |
| -------------------------------- | -------- | ----------- |
| オーストラリア (ARIA)            | Platinum | 70,000      |
| ブラジル (ABPD)                  | Diamond  | 160,000     |
| カナダ (Music Canada)            | Platinum | 80,000      |
| ニュージーランド (RMNZ)          | Gold     | 15,000      |
| ノルウェー (IFPI Norway)         | Gold     | 30,000      |
| ポーランド (ZPAV)                | Platinum | 20,000      |
| ポルトガル (AFP)                 | Gold     | 5,000       |
| イギリス (BPI)                   | Gold     | 400,000     |
| 認定のみに基づく売上数と再生回数 |          |             |

## 公開史
| 国・地域       | 日付          | フォーマット | レーベル                                               | 参照   |
| -------------- | ------------- | --- | ------------------------------------------------------ | ------ |
| 多数           | 2019年9月13日 | デジタル・ダウンロード ストリーミング                                                                                    | リパブリック                                           | [ 80 ] |
| オーストラリア | 2019年9月13日 | ラジオ・エアプレイ | リパブリック ユニバーサル・オーストラリア （ 英語版 ） | [ 81 ] |
| カナダ         | 2019年9月13日 | コンテンポラリー・ヒット・ラジオ （ 英語版 ） ホット・アダルト・コンテンポラリー・ラジオ                                 | リパブリック                                           | [ 82 ] |
| イタリア       | 2019年9月13日 | ラジオ・エアプレイ | ユニバーサル                                           | [ 83 ] |
| アメリカ合衆国 | 2019年9月16日 | アダルト・コンテンポラリー・ラジオ ホット・アダルト・コンテンポラリー・ラジオ モダン・アダルト・コンテンポラリー・ラジオ | リパブリック                                           | [ 84 ] |
| アメリカ合衆国 | 2019年9月17日 | コンテンポラリー・ヒット・ラジオ                                                                                         | リパブリック                                           | [ 85 ] |
| アメリカ合衆国 | 2020年1月     | 7インチレコード 12インチレコード （ 英語版 ） カセット （ 英語版 ） CD                                                   | リパブリック                                           | [ 86 ] |